# Helge Mortensen
Helge Mortensen (født 9. maj 1941 i Fraugde, Odense) er en dansk politiker for Socialdemokratiet. Han var folketingsmedlem for Ribe Amtskreds fra 10. januar 1984 til 8. februar 2005 og var trafikminister i perioden 25. januar 1993 til 28. januar 1994. Han var desuden minister for kommunikation og turisme fra 28. januar 1994 til 27. september 1994 og statsrevisor fra januar 1995.
Han er far til Kim Mortensen, der var medlem af Folketinget og nuværende direktør for Dansk Fjernvarme.

## Uddannelse og karriere
Han gik på Stenstrup Friskole i 1948-55 og arbejdede som Landbrugsmedhjælper på Fyn 1955-57. Derefter var han hotelportier i 1957-60. Han var telefonmontør ved Jydsk Telefon i Vejle og Århus i 1961-79. Ydermere var han højskolelærer ved Esbjerg Højskole fra 1979.

## Bestyrelsesarbejde
Han var formand for Ungdommens Fællesråd i Vejle 1968-72 og for fritidsnævnet i Vejle Kommune 1970-74. Formand for Jydsk Teleteknikerforbund 1971-79 og medlem af hovedbestyrelsen for Centralorganisationen for Telefonstanden i Danmark i perioden 1972-78. Han var desuden medarbejderrepræsentant i bestyrelsen og medlem af forretningsudvalget i Jydsk Telefon 1973-79. Formand for Arbejderbevægelsens Medieselskab i Esbjerg 1983-90.

## Politisk virke
Helge Mortensen var formand for DSU i Vejle 1962-65 og for DSU, distrikt Lillebælt, 1965-68. Derefter var han i 1965 til 68 medlem af DSU's hovedbestyrelse og forretningsudvalg. Han var derefter formand for Socialdemokratiet i Vejle i perioden 1968-72 samt formand for Esbjergkredsen 1982-84.
Han var partiets folketingskandidat i Esbjergkredsen fra 1983-2003 og var medlem byrådet i Esbjerg Kommune fra 1. januar 2007 (medlem af Esbjerg Kommunes sammenlægningsudvalg i 2006) til 31. december 2009. Han genopstillede ikke ved kommunalvalget 2009.
Han var desuden med i Den jyske trafikmafia.